# Gogorante
Gogorante is een bestuurslaag in het regentschap Kediri van de provincie Oost-Java, Indonesië. Gogorante telt 6260 inwoners (volkstelling 2010).